# Pradilla de Ebro
Pradilla de Ebro – gmina w Hiszpanii, w prowincji Saragossa, w Aragonii, o powierzchni 25,45 km². W 2011 roku gmina liczyła 627 mieszkańców.